# Epigònids

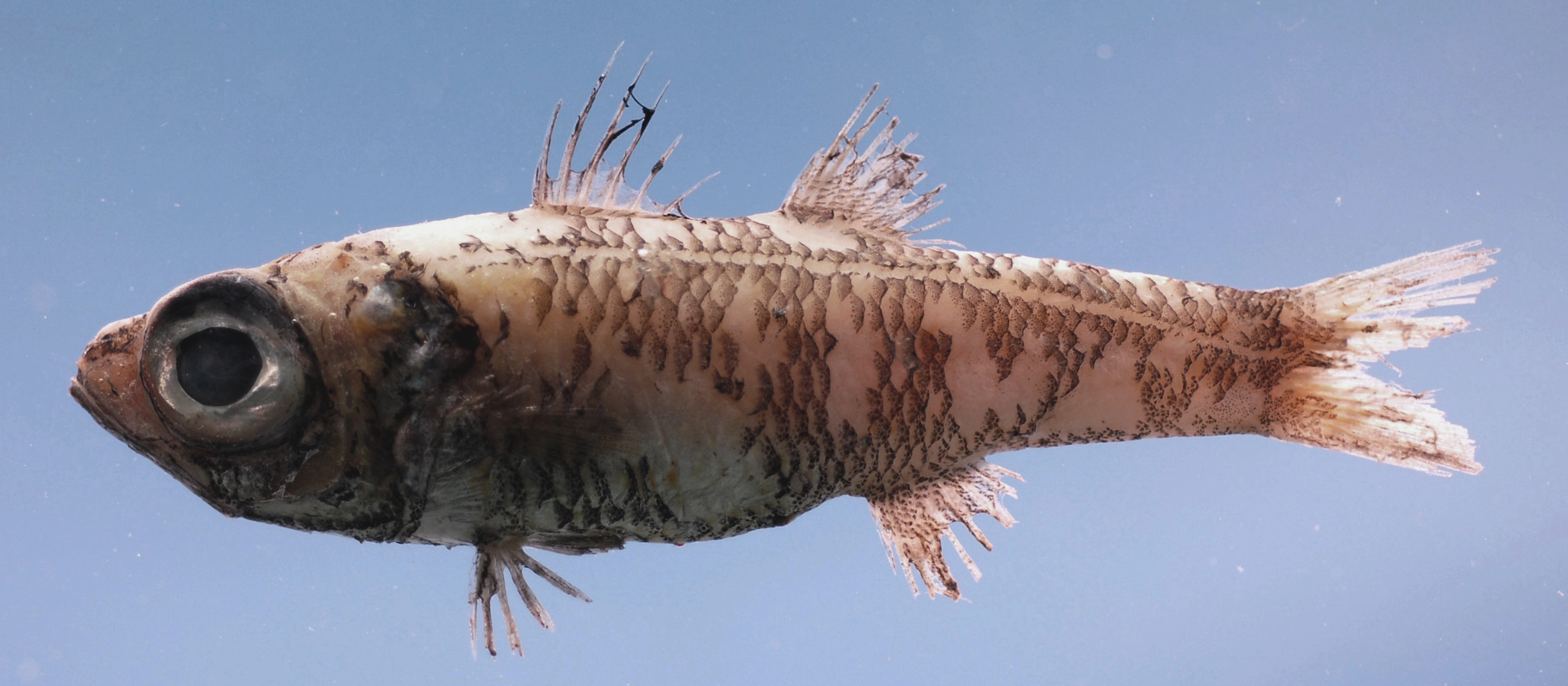
Epigonus denticulatus del golf de Mèxic

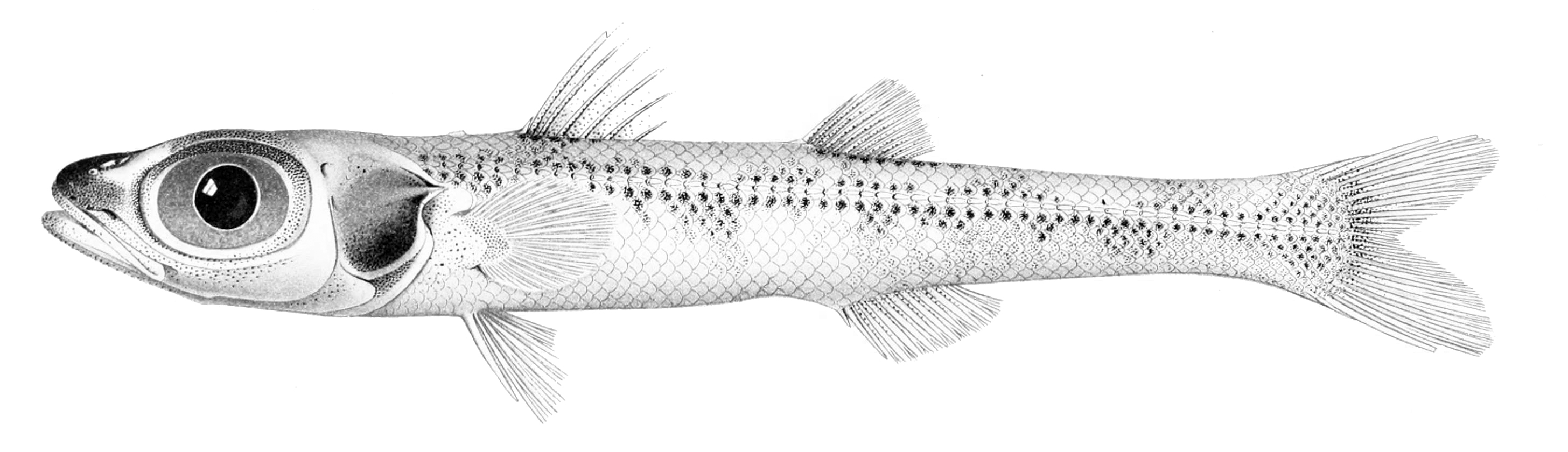
Epigonus atherinoides (il·lustració del 1905)

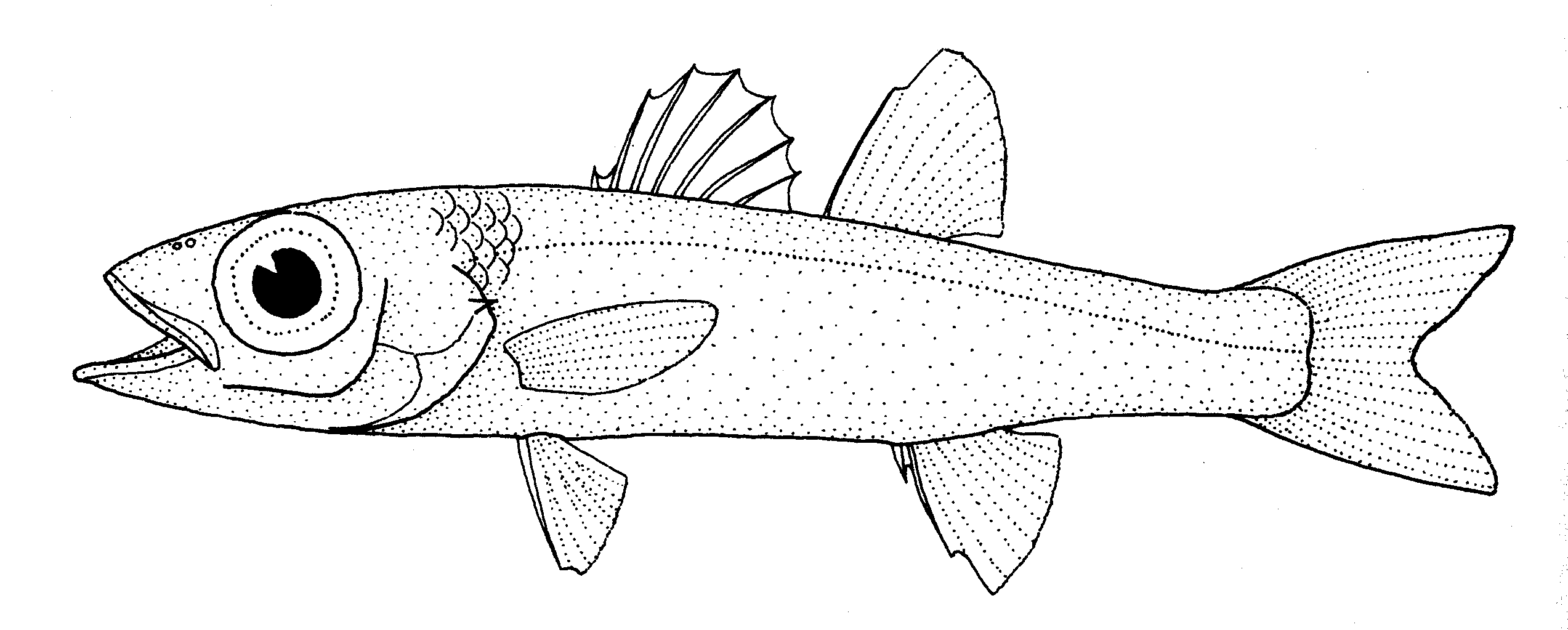
Epigonus telescopus

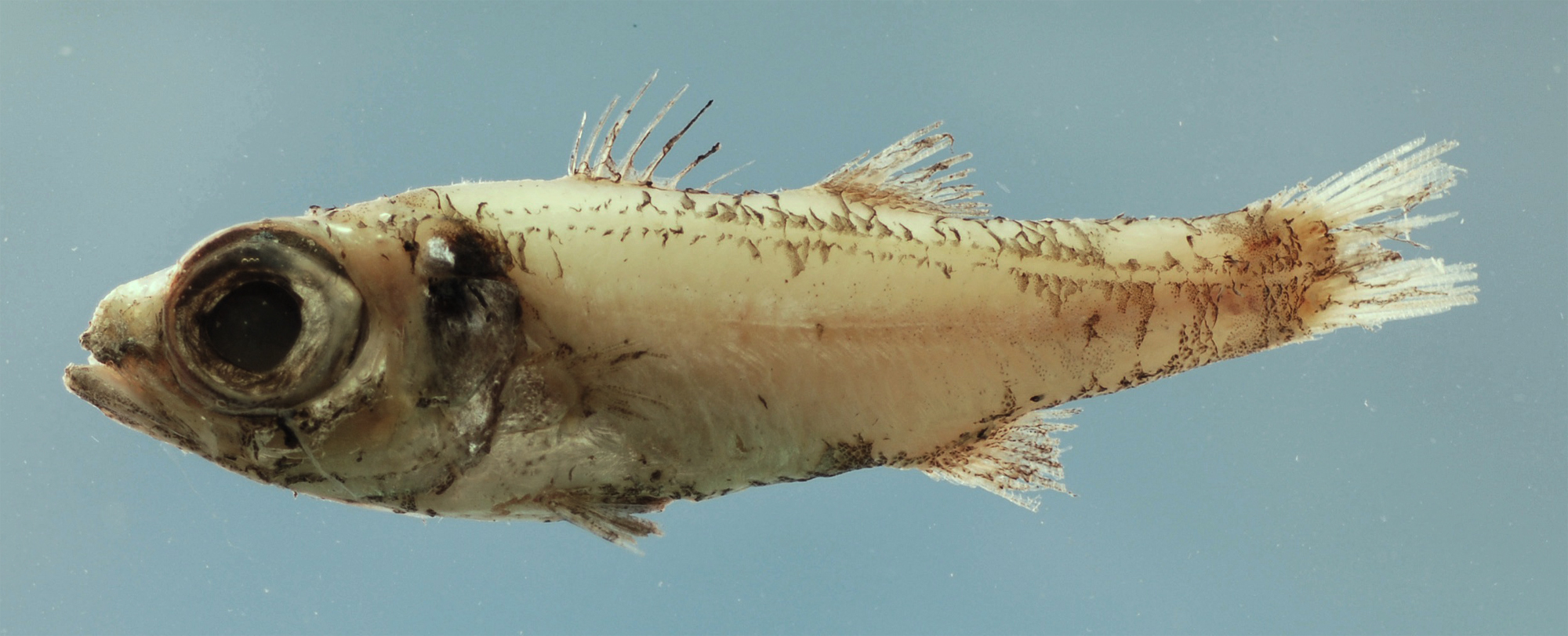
Epigonus robustus del golf de Mèxic

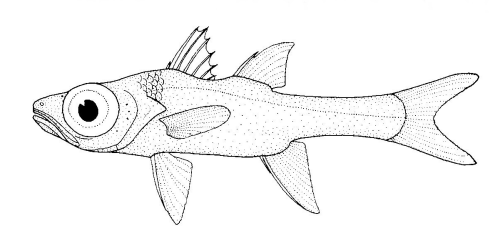
Epigonus lenimen

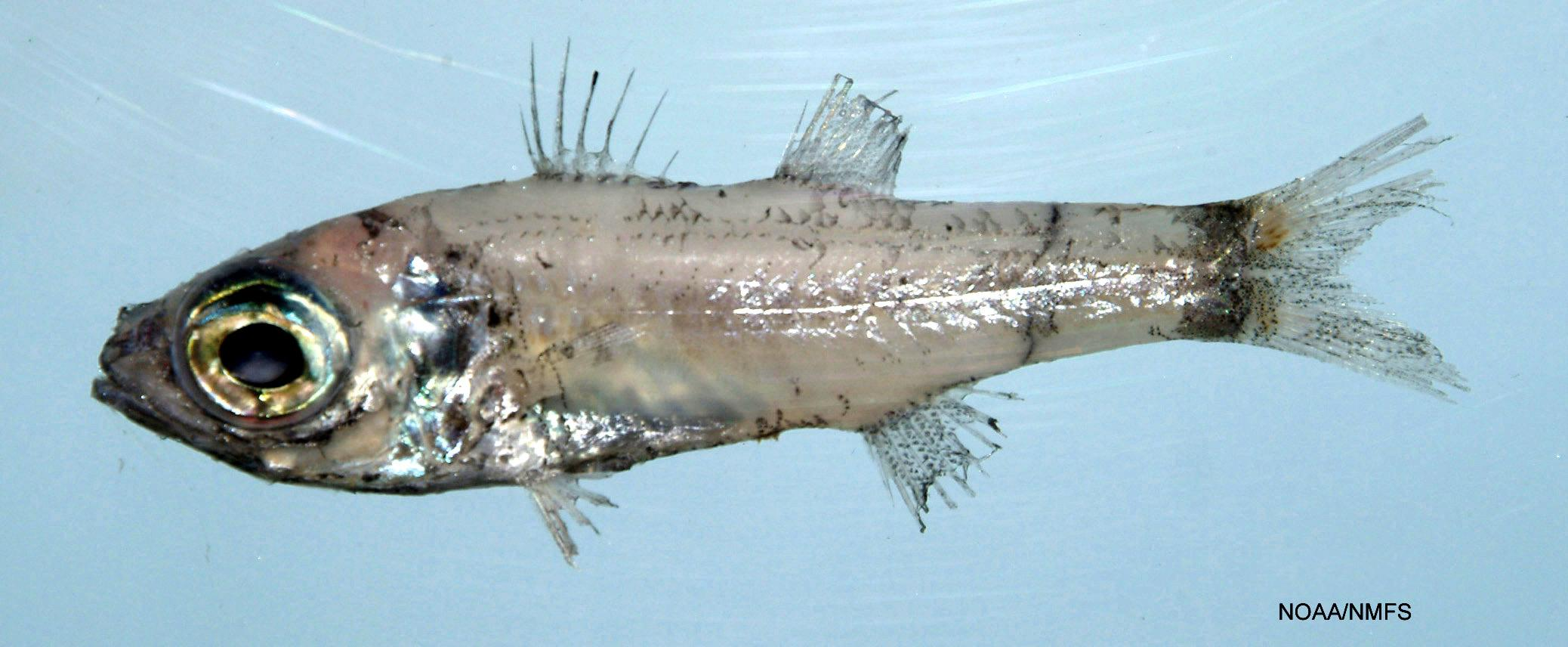
Epigonus pandionis del golf de Mèxic

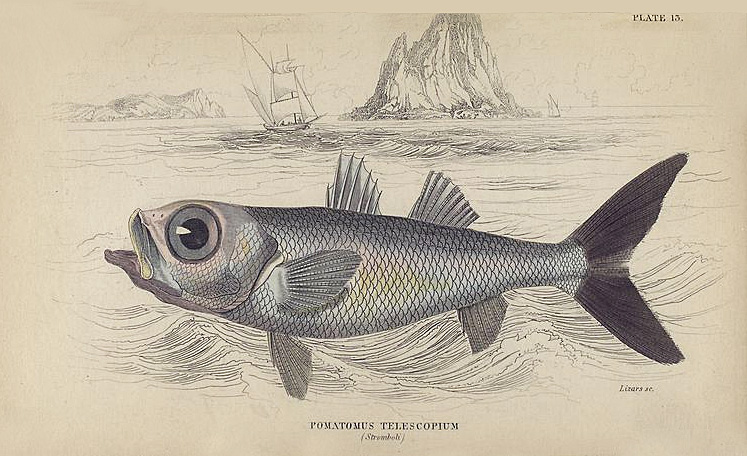
Epigonus telescopus (il·lustració del 1835)

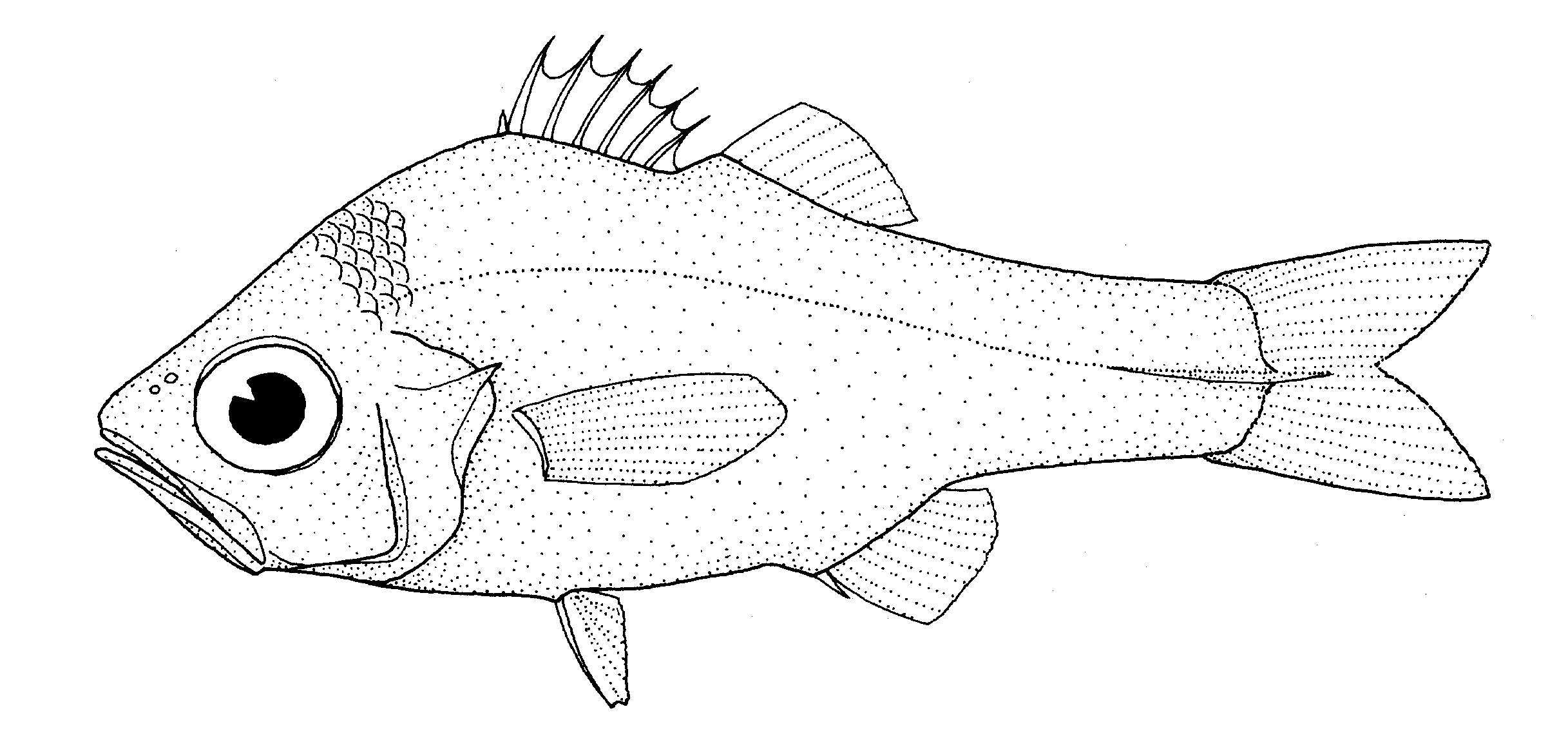
Rosenblattia robusta

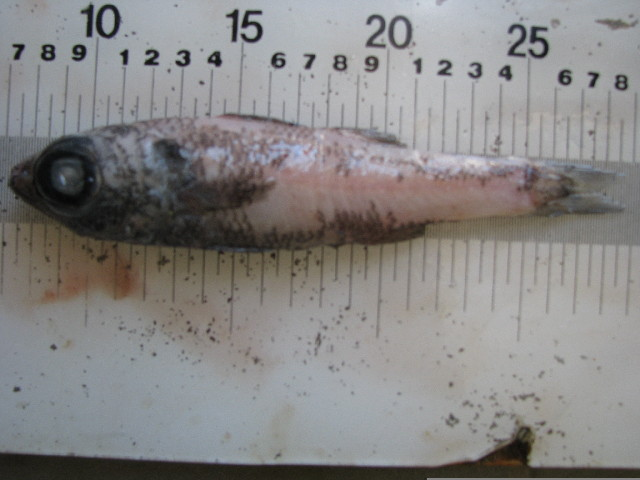
Epigonus telescopus

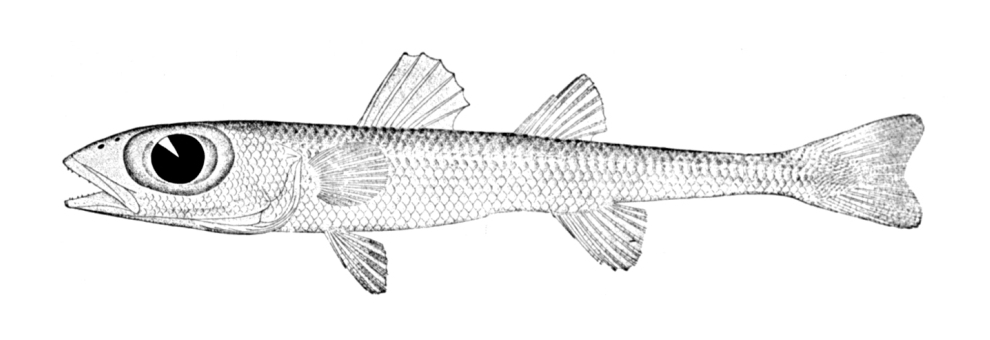
Epigonus occidentalis

Els epigònids (Epigonidae) constitueixen una família de peixos marins pertanyent a l'ordre dels perciformes.

## Etimologia
Del llatí epigonium (nascut després, un de la següent generació).

## Descripció
- Són espècies petites, la majoria de les quals no creixen més enllà dels 20 cm o així. Epigonus telescopes n'és la més grossa amb 75 cm de llargada màxima.
- Es diferencien dels apogònids en què tenen normalment 25 vèrtebres, més de sis infraorbitaris, el cartílag del rostre molt allargat i les aletes dorsal i anal toves recobertes d'escates.[3][4]

## Hàbitat i distribució geogràfica
Són peixos batidemersals (que viuen en aigües fondes a prop del fons del mar) que es troben als oceans i mars temperats i tropicals fins als 3.000 m de fondària.

## Gèneres i espècies
- Brephostoma (Alcock, 1889)[5]
  - Brephostoma carpenteri (Alcock, 1889)[6]
- Brinkmannella (Parr, 1933)[7]
  - Brinkmannella elongata (Parr, 1933)[8]
- Epigonus (Rafinesque, 1810)[9][10]
  - Epigonus affinis (Parin & Abràmov, 1986)
  - Epigonus angustifrons (Abràmov & Manilo, 1987)
  - Epigonus atherinoides (Gilbert, 1905)
  - Epigonus cavaticus (Ida, Okamoto & Sakaue, 2007)
  - Epigonus constanciae (Giglioli, 1880)
  - Epigonus crassicaudus (de Buen, 1959)
  - Epigonus ctenolepis (Mochizuki & Shirakihara, 1983)
  - Epigonus denticulatus (Dieuzeide, 1950)
  - Epigonus devaneyi (Gon, 1985)
  - Epigonus elegans (Parin & Abràmov, 1986)
  - Epigonus elongatus (Parr, 1933)
  - Epigonus fragilis (Jordan & Jordan, 1922)
  - Epigonus glossodontus (Gon, 1985)
  - Epigonus heracleus (Parin & Abràmov, 1986)
  - Epigonus lenimen (Whitley, 1935)
  - Epigonus macrops (Brauer, 1906)
  - Epigonus marimonticolus (Parin & Abràmov, 1986)
  - Epigonus marisrubri (Krupp, Zajonz & Khalaf, 2009)
  - Epigonus merleni (McCosker & Long, 1997)
  - Epigonus notacanthus (Parin & Abràmov, 1986)
  - Epigonus occidentalis (Goode i Bean, 1896)
  - Epigonus oligolepis (Mayer, 1974)
  - Epigonus pandionis (Goode & Bean, 1881)
  - Epigonus parini (Abràmov, 1987)
  - Epigonus pectinifer (Mayer, 1974)
  - Epigonus robustus (Mead & De Falla, 1965)
  - Epigonus telescopus (Risso, 1810)
  - Epigonus waltersensis (Parin & Abràmov, 1986)
- Florenciella (Mead & De Falla, 1965)[11]
  - Florenciella lugubris (Mead & De Falla, 1965)[12]
- Microichthys (Rüppell, 1852)[13]
  - Microichthys coccoi (Rüppell, 1852)[14]
  - Microichthys sanzoi (Sparta, 1950)[15]
- Rosenblattia (Mead & De Falla, 1965)[11]
  - Rosenblattia robusta (Mead & De Falla, 1965)[16]
- Sphyraenops (Gill, 1860)[17]
  - Sphyraenops bairdianus (Poey, 1861)[18][19][20][21][22][23][24]